# Decatur (Tennessee)
Decatur – miasto w Stanach Zjednoczonych, w stanie Tennessee, siedziba administracyjna hrabstwa Meigs.